# Anguilla celebesensis
Cá chính vây dài Celebes (tên khoa hoc Anguilla celebesensis) là một loài cá chình trong họ Anguillidae. Chúng được nhà sinh vật học Johann Jakob Kaup mô tả vào năm 1856. Đây là loài cá chình nhiệt đới, thường được tìm thấy ở các vùng nước ngọt ở Tây Thái Bình Dương, bao gồm Indonesia, Philippines, New Guinea, Western và American Samoa. Loài cá này tuy sống hầu hết vòng đời ở môi trường nước ngọt, nhưng chúng lại mang tập tính di cư rabie636n để sinh sản. Con đực trưởng thành có thể đạt đến kích thước tối đa là 150 cm.
Loài cá này có giá trị thương mại, được nuôi nhân tạo trong ngành thủy sản.